# Ndau
Ndau er en etnisk gruppe, som bor i de to provinser Manica og Sofala i det centrale Mozambique (men som ikke bor i Zambezi-dalen) mellem det østlige Zimbabwe/Mutare og kysten.
Ndauernes forfædre var krigere fra Swaziland, som giftede sig med den lokale befolkning, som bestod etnisk og lingvistisk af manika, barwe, tewe (i provinsen Manica) og ndau, som selv inkluderede flere undergrupper (i den sydlige del af provinsen Sofala).